# Campionati europei di winter triathlon del 2018
I Campionati europei di winter triathlon del 2018 (XX edizione) si sono tenuti a Piano Vetore in Italia, in data 17 febbraio 2018.
Tra gli uomini ha vinto il russo Pavel Andreev. Tra le donne ha trionfato la russa Yulia Surikova..
La gara junior ha visto trionfare l'italiano Alberto Rabellino e la russa Polina Tarakanova.
Il titolo di Campione europeo di winter triathlon della categoria under 23 è andato all'italiano Alessandro Saravalle. Tra le donne si è aggiudicata il titolo di Campionessa europea di winter triathlon della categoria under 23 la russa Nadezhda Belkina.

## Risultati

### Élite uomini
| Pos. | Atleta                     | Paese     | Corsa    | Bici     | Sci      | Totale   |
| ---- | -------------------------- | --------- | -------- | -------- | -------- | -------- |
|      | Pavel Andreev              | Russia    | 00:25:35 | 00:32:11 | 00:33:02 | 01:32:19 |
|      | Marek Rauchfuss            | Rep. Ceca | 00:25:49 | 00:32:02 | 00:33:22 | 01:32:48 |
|      | Pavel Yakimov              | Russia    | 00:26:27 | 00:32:30 | 00:33:08 | 01:33:27 |
| 4    | Dmitriy Bregeda            | Russia    | 00:25:34 | 00:33:01 | 00:33:59 | 01:34:03 |
| 5    | Daniel Antonioli           | Italia    | 00:25:35 | 00:34:49 | 00:33:39 | 01:35:41 |
| 6    | Giuseppe Lamastra          | Italia    | 00:27:24 | 00:32:56 | 00:33:43 | 01:35:44 |
| 7    | Kristian Monsen            | Norvegia  | 00:25:55 | 00:34:31 | 00:35:34 | 01:37:44 |
| 8    | Evgeny Kirillov            | Russia    | 00:26:04 | 00:35:59 | 00:35:26 | 01:38:56 |
| 9    | Alessandro Saravalle       | Italia    | 00:29:26 | 00:32:07 | 00:35:51 | 01:39:08 |
| 10   | Aleksandr Vasilev          | Russia    | 00:26:08 | 00:38:52 | 00:36:58 | 01:43:31 |
| 11   | Anton Matrusov             | Russia    | 00:28:23 | 00:37:10 | 00:37:23 | 01:44:31 |
| 12   | Pavel Jindra               | Rep. Ceca | 00:29:08 | 00:37:02 | 00:37:23 | 01:45:47 |
| 13   | Kirill Tarakanov           | Russia    | 00:27:23 | 00:40:32 | 00:37:44 | 01:47:26 |
| 14   | Jesús Alberto García Colas | Spagna    | 00:28:05 | 00:46:04 | 00:40:09 | 01:56:38 |
| 15   | Arkadii Romanov            | Russia    | 00:33:30 | 00:54:11 | 00:49:25 | 02:19:38 |

### Élite donne
| Pos. | Atleta              | Paese     | Corsa    | Bici     | Sci      | Totale   |
| ---- | ------------------- | --------- | -------- | -------- | -------- | -------- |
|      | Yulia Surikova      | Russia    | 00:29:33 | 00:43:00 | 00:39:00 | 01:53:13 |
|      | Nadezhda Belkina    | Russia    | 00:29:58 | 00:45:20 | 00:40:51 | 01:58:06 |
|      | Sarka Grabmullerova | Rep. Ceca | 00:32:11 | 00:48:29 | 00:38:10 | 02:00:58 |
| 4    | Sandra Mairhofer    | Italia    | 00:31:52 | 00:46:43 | 00:40:06 | 02:01:04 |
| 5    | Edith Vakaria       | Romania   | 00:30:24 | 00:50:25 | 00:39:59 | 02:02:55 |
| 6    | Martina Donner      | Austria   | 00:33:09 | 00:51:15 | 00:42:01 | 02:08:51 |
| 7    | Bianca Morvillo     | Italia    | 00:36:02 | 00:46:56 | 00:47:22 | 02:12:36 |
| 8    | Anna Swoboda        | Austria   | 00:33:30 | 00:53:21 | 00:49:22 | 02:18:18 |

### Under 23 uomini
| Pos. | Atleta               | Paese  | Corsa    | Bici     | Sci      | Totale   |
| ---- | -------------------- | ------ | -------- | -------- | -------- | -------- |
|      | Alessandro Saravalle | Italia | 00:29:26 | 00:32:07 | 00:35:51 | 01:39:08 |
|      | Aleksandr Vasilev    | Russia | 00:26:08 | 00:38:52 | 00:36:58 | 01:43:31 |
|      | Anton Matrusov       | Russia | 00:28:23 | 00:37:10 | 00:37:23 | 01:44:31 |
| 4    | Kirill Tarakanov     | Russia | 00:27:23 | 00:40:32 | 00:37:44 | 01:47:26 |
| 5    | Arkadii Romanov      | Russia | 00:33:30 | 00:54:11 | 00:49:25 | 02:19:38 |

### Under 23 donne
| Pos. | Atleta           | Paese   | Corsa    | Bici     | Sci      | Totale   |
| ---- | ---------------- | ------- | -------- | -------- | -------- | -------- |
|      | Nadezhda Belkina | Russia  | 00:29:58 | 00:45:20 | 00:40:51 | 01:58:06 |
|      | Edith Vakaria    | Romania | 00:30:24 | 00:50:25 | 00:39:59 | 02:02:55 |
|      | Anna Swoboda     | Austria | 00:33:30 | 00:53:21 | 00:49:22 | 02:18:18 |

### Junior uomini
| Pos. | Atleta            | Paese  | Corsa    | Bici     | Sci      | Totale   |
| ---- | ----------------- | ------ | -------- | -------- | -------- | -------- |
|      | Alberto Rabellino | Italia | 00:17:38 | 00:25:42 | 00:18:44 | 01:04:07 |

### Junior donne
| Pos. | Atleta            | Paese  | Corsa    | Bici     | Sci      | Totale   |
| ---- | ----------------- | ------ | -------- | -------- | -------- | -------- |
|      | Polina Tarakanova | Russia | 00:18:42 | 00:35:07 | 00:24:01 | 01:19:58 |